# Dinictis
Dinictis è un genere di mammiferi carnivori, fossili dell'Eocene e dell'Oligocene nordamericano.

## Denominazione
La denominazione Dinictis è stata assegnata dal paleontologo americano  Joseph Leidy nel 1854. La specie tipo è Dinictis felina.
Dinictis venne assegnato da Leidy ai Nimravidae nel 1854; successivamente venne attribuito ai Nimravinae da Flynn e Galiano (1982), Bryant (1991) e Martin (1998).
Uno studio del 2016 assegnò a questo genere la sola specie Dinictis felina.

## Descrizione
Questo animale assomigliava moltissimo ai felidi,  soprattutto per il cranio, ma in realtà apparteneva a una famiglia estinta di carnivori ben più primitivi, i nimravidi. Dinictis, della taglia di un puma, possedeva un corpo snello e allungato, zampe piuttosto corte e un cranio dotato di mascelle potenti. A differenza dei veri felidi, Dinictis e i suoi parenti avevano zampe plantigrade, come quelle degli orsi e dei cani.

### Cranio
Il cranio era più allungato di quello dei felidi, e i forami della base cranica erano differenti. Era presente un canale alisfenoide per passaggio della carotide interna; le bulle timpaniche non erano ossificate, mentre le apofisi paroccipitali erano dirette all'indietro e non ravvicinate come nei felidi. L'apofisi mastoide era differente a seconda delle specie del genere, e in alcune mostrava un inizio di allungamento. La mandibola mostra una sorta di allungamento verso il basso nella zona della sinfisi, caratteristica ancor più accentuata in forme simili come Hoplophoneus ed Eusmilus.
La formula dentaria era 3/3, 1/1, 3/3, 1/2, e mostra quindi una leggera riduzione del numero dei denti, anche se non accentuata come nei felidi. Il canino superiore era estremamente sviluppato, anche se non quanto in Hoplophoneus ed Eusmilus, ma era già allungato e incurvato verso l'indietro. Il dente carnassiale superiore era privo di parastilo e presentava un forte denticolo interno; in questa caratteristica, la dentatura di Dinictis richiamava notevolmente quella dei canidi. Nella mandibola, il carnassiale era nettamente simile a quello dei felidi, ma conservava alcuni tratti primitivi, come la presenza di un metaconide e un talonide ridotto.

### Scheletro postcranico
Il corpo e la coda di Dinictis erano allungati, le zampe erano snelle, ma relativamente corte. Dinictis era dotato di cinque dita molto distanziate, che terminavano in artigli non completamente retrattili. Sulle falangi ungueali della mano erano presenti piccole callosità, simili a quelle presenti nei felidi attuali, che le possiedono però anche sui piedi.

## Classificazione
Dinictis fa parte dei nimravidi, una famiglia di carnivori estinti forse imparentati alla lontana con i veri felidi.
Questo carnivoro viveva nelle pianure del Nordamerica tra i 40 e i 30 milioni di anni fa, tendendo agguati agli ungulati primitivi che a quell'epoca prosperavano, come Protoceras e Merycoidodon. Tra le caratteristiche di Dinictis, da ricordare l'allungamento dei canini superiori, che ricordano lo sviluppo (pur senza raggiungerlo) di quelli delle tigri dai denti a sciabola. Di Dinictis si conoscono varie specie, le più note delle quali sono D. felina e D. squalidens. Fossili di Dinictis sono stati rinvenuti in tutto il Nordamerica: Saskatchewan, Colorado, Montana, Nebraska, Sud Dakota, Nord Dakota, Wyoming e Oregon. Un suo parente, di dimensioni leggermente maggiori, è Nimravus.